# Rhinaplomyia emporomyioides
Rhinaplomyia emporomyioides är en tvåvingeart som först beskrevs av Townsend 1933.  Rhinaplomyia emporomyioides ingår i släktet Rhinaplomyia och familjen parasitflugor. Inga underarter finns listade i Catalogue of Life.